# Claude Adams
Claude Mitchell Adams (* 2. Oktober 1894 in Humboldt, Tennessee; † 26. März 1958 ebenda) war ein US-amerikanischer Brigadegeneral der US Army.

## Leben
Adams, dessen Vater Jeremiah Robert Adams als Soldat der Confederate States Army am Sezessionskrieg teilnahm, absolvierte nach dem Schulbesuch eine Offiziersausbildung und fand danach verschiedene Verwendungen als Offizier in der US Army. Er war von 1940 bis 1941 Aide-de-camp von General George C. Marshall und wurde als solcher am 13. März 1940 zum Oberstleutnant (Lieutenant-Colonel) befördert. Er war von 1941 bis 1942 Dozent für Militärwissenschaft und Taktik an der 1860 gegründeten Staunton Military Academy, die seit 1917 eine offizielle Einheit des Ausbildungskorps für Jugendreserveoffiziere JROTC (Junior Reserve Officers’ Training Corps) war. Nachdem er 1942 Dozent für Militärwissenschaft und Taktik an der seit 1919 ebenfalls zum JROTC-Programm gehörenden Augusta Military Academy war, wurde er 1942 Militärattaché an der Botschaft in Brasilien. In dieser Verwendung erfolgte am 9. April 1943 seine Beförderung zum Brigadegeneral (Brigadier-General). Den Posten als Militärattaché in Brasilien bekleidete er bis zum 15. September 1944 und schied dann aus dem Militärdienst aus.
Seine am 14. September 1921 geschlossene Ehe mit Ruth Cornelia Graves blieb kinderlos. Nach seinem Tod an einem Herzinfarkt wurde er auf dem Rose Hill Cemetery seiner Geburtsstadt bestattet.